# Я-высказывание
Я-высказывание (Я-сообщение) — психологический термин, обозначающий высказывание человека, в котором он описывает свои чувства и формулирует свои пожелания с опорой на собственные мысли и эмоции, стараясь не задевать и не обвинять в этом окружающих. «Я-высказывание» всегда начинается с личных местоимений: «я», «мне», «меня». Данное понятие было предложено американским психологом Томасом Гордоном в 1960-х годах в контексте его психотерапевтической работы с детьми и подробно раскрыто в его книге «Тренинг эффективного родителя» (англ. Parent Effective Training — PET) (1970).

## «Я-высказывания» как психологический приём
«Я-высказывания» могут использоваться как приём для смягчения или предотвращения конфликта, в противовес которому идут «Ты-высказывания», в которых говорящий ссылается на поступки партнёра и его ошибки, выражает свою мысль через обвинения, а не через свои эмоции, вызванными теми же событиями.
| «Ты-высказывания»                     | «Я-высказывания» |
| ------------------------------------- | --- |
| Почему ты все время перебиваешь меня? | Мне трудно говорить, когда кто-то ещё разговаривает параллельно со мной. Если у тебя есть какой-то вопрос — задай его после того, как я договорю. Также, возможно, если ты внимательно послушаешь меня, то потом у тебя возникнет меньше вопросов.                  |
| Ты меня не слушаешь!                  | Мне не нравится, когда меня игнорируют и не слушают, ведь я говорю довольно важные вещи. Пожалуйста, будь чутче к тому, что я говорю. |
| Ты ведешь себя просто отвратительно!  | В данной ситуации я очень расстроился из-за твоего поведения. Ведь я знаю, что ты умеешь быть другим, поэтому, пожалуйста, в следующий раз будь более сдержан. |
| Ты всегда берешь мои вещи без спросу! | Когда без спросу берут мои вещи, я чувствую раздражение, мне неприятно. Возможно, потому что, когда мне требуется эта вещь, я не могу её найти. Я не против, чтобы ты брал мои вещи, но предварительно спроси меня, можно ли это сделать, и клади их на свое место. |

## Структура «Я-высказывания»
Структура «Я-высказывания» включает в себя четыре основных составляющих (1-4) и одну дополнительную (5):
1. Факт. Изначально описывается безоценочно фактическая сторона события, то есть то, что происходило, как можно точнее и конкретнее. Обычно подобное высказывание начинается со слова «когда».
2. Чувства. На данном этапе говорящий называет собеседнику свои чувства и эмоции, которые он испытал в связи с произошедшим фактом (например, «я почувствовал (а)» или «мне понравилось/не понравилось»).
3. Объяснение. Говорящий называет и объясняет причины, в связи с которыми возникло данное чувство. Подобное высказывание обычно содержит в себе такие речевые обороты как: «потому что», «из-за того, что» и т. д.
4. Желание. Говорящий предлагает желаемый вариант развития ситуации: «я хочу».
5. Намерения. Высказывание говорящего о том, что он собирается делать и как, в связи с произошедшим фактом (например, «я собираюсь», «я буду», «я не буду» и т. д.)

## Преимущества «Я-высказываний»
- Снижение внутреннего напряжения, регуляция собственного эмоционального состояния, так как энергия эмоционально-аффективного плана переводится на рациональный, вербально-коммуникативный план.
- Передача ответственности за свои действия самому собеседнику, где он сам решает, что ему делать «в свете новой информации».
- Уверенное и доброжелательное поведение вместо агрессивного, а также выражение негативных чувств в необидной для собеседника форме, положительно сказывается на дальнейшей коммуникации.
- Выражение своих чувств, связывание их с желаниями и прогноз положительных последствий.
- Понимание самого себя, своих чувств и того, с какими действиями других людей они связаны.
- Грамотное общение и здоровая коммуникация. Говорящий сообщает своему собеседнику о том, что ожидает от взаимодействия с ним и каким желает, чтобы оно было. Таким образом, партнёр по общению не вынужден ломать голову догадками.
- Открытость и искренность в выражении своих чувств, приводит к тому, что и партнёры по общению также становятся искреннее в выражении своих.

## Ошибки «Я-высказываний»
1. Обвинения. Выразив свои чувства, начинают ссылаться на собеседника, обвиняя его в произошедшем.
2. Обобщения или «навешивание ярлыков» — приписывание собеседнику качеств, которых у него может не быть. Например: «Я расстраиваюсь, когда ты жадничаешь и не делишься своими игрушками с братьями! Правильно говорят, что все младшие дети избалованные эгоисты. И ты тому подтверждение!».
3. Оскорбления. Например: «Я злюсь, когда ты оставляешь за собой в раковине груду грязнющей посуды и разбрасываешь свои дурацкие вонючие носки по всей квартире! Я больше не буду за тобой, свиньей, убираться!».
4. Выражение своих эмоций в грубой форме. Например: «Я в ярости! Я готов тебя убить!».

## Исследования
Был проведен ряд исследований, направленных на изучение влияния «Я-высказываний» на результат коммуникации и взаимодействия. Одно из них было проведено в Гонконге на китайских детях. В нём изучались аффективные (грусть, злость и сочувствие) и поведенческие реакции (враждебные и примирительные) детей на различные типы материнского коммуникативного поведения, которое включало в себя Я- и Ты-высказывания. Результаты исследования показали, что дети наиболее восприимчивы к Я-высказываниям, выявляющим чувства печали и огорчения родителя и менее восприимчивы к Ты-высказываниям, подразумевающим критику.
В другом исследовании американские подростки оценивали свои эмоциональные реакции на предъявленные Я- и Ты-высказывания. Результаты данной исследовательской работы показали, что обвиняющие Ты-высказывания оцениваются детьми как более неприятные, порождающие больший гнев и склонность к враждебным реакциям, чем Я-высказывания, не вызывающие столь бурные негативные эмоции. При проведении исследовательской работы среди студентов американского университета было обнаружено, что они эмоционально одинаково реагируют на Я- и Ты-высказывания негативного характера, но по-разному воспринимают эти же высказывания, если они носят позитивный характер.